# Catherine Lacey
Catherine Lacey (Paddington, 6 de maio de 1904 - Northwood, 23 de setembro de 1979) foi uma atriz inglesa.

## Carreira

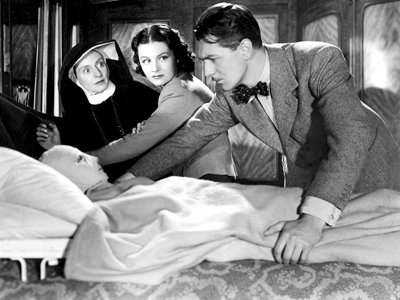
Catharine Lacey em seu papel de freira no filme A Dama Oculta.

Catherine fez sua estréia no cinema em 1938, no papel de uma freira no filme A Dama Oculta de Alfred Hitchcock. Seus outros personagens no cinema incluem I Know Where I'm Going! (1945), The October Man (1947), Whiskey Galore! (1949), The Servant (1963) e The Fighting Prince of Donegal (1966), no qual ela interpretou a rainha Elizabeth I. De 1966-1967 ela interpretou uma cartomante malévola em The Mummy's Shroud e a esposa insana de Boris Karloff em The Sorcerers de Michael Reeves. Por este último, ela ganhou um prêmio Silver Asteroid como Melhor Atriz no Trieste Science+Fiction Festival em 1968.
Oito anos antes, ela recebeu o prêmio Guild of Television Producers and Directors como Atriz do Ano. Sua estreia na televisão em 1938 foi em uma produção da BBC de A Duquesa de Malfi. Sua última aparição em 1973 foi em Mrs Palfrey at the Claremont da série de antologia Play for Today.

## Filmografia parcial
- The Lady Vanishes (1938) - A Freira
- Poison Pen (1939) - Connie Fateley
- The House of the Arrow (1940) - Francine Rollard
- Cottage to Let (1941) - Mrs. Stokes
- I Know Where I'm Going! (1945) - Mrs. Robinson
- Pink String and Sealing Wax (1945) - Miss Porter
- Carnival (1946) - Florrie Raeburn
- The October Man (1947) - Miss Selby
- The White Unicorn (1947) - Miss Cater
- When the Bough Breaks (1947) - Almoner
- Whisky Galore! (1949) - Mrs. Waggett
- Another Sky (1954) - Selena Prouse
- The Man in the Sky (1957) - Mãe de Mary
- Innocent Sinners (1958) - Angela Chesney
- The Solitary Child (1958) - Mrs. Evans
- Rockets Galore! (1958) - Mrs. Waggett
- Crack in the Mirror (1960) - Madre Superiora
- The Shadow of the Cat (1961) - Ella Venable
- The Servant (1963) - Lady Mounset
- The Fighting Prince of Donegal (1966) - (sem crédito)
- The Mummy's Shroud (1967) - Haiti
- The Sorcerers (1967) - Estelle / Estelle Monserrat
- Journey to Midnight (1968) - Miss Sarah Prinn (episódio 'The Indian Spirit Guide')
- The Private Life of Sherlock Holmes (1970) - Cadeirante